# Exochus oshimensis
Exochus oshimensis là một loài tò vò trong họ Ichneumonidae.